# Cucurbitopsis ramulorum
Cucurbitopsis ramulorum är en svampart som beskrevs av Bat., Nascim. & Cif. 1957. Cucurbitopsis ramulorum ingår i släktet Cucurbitopsis, divisionen sporsäcksvampar och riket svampar.   Inga underarter finns listade i Catalogue of Life.